# Euthalia laudabilis
Euthalia laudabilis är en fjärilsart som beskrevs av Swinhoe 1890. Euthalia laudabilis ingår i släktet Euthalia och familjen praktfjärilar. Inga underarter finns listade i Catalogue of Life.